# مالكولم هولزمان
مالكولم هولزمان (بالإنجليزية: Malcolm Holzman)‏ هو مهندس معماري أمريكي، ولد في 1940 في نيوآرك في الولايات المتحدة.